# El Tigre (film, 1955)
Pour les articles homonymes, voir El Tigre.
Pour plus de détails, voir Fiche technique et Distribution.
El Tigre (titre original : Kiss of Fire) est un film américain réalisé par Joseph M. Newman, sorti en 1955.

## Fiche technique
- Titre original : Kiss of Fire
- Réalisation : Joseph M. Newman
- Scénario : Richard Collins et Franklin Coen
- Directeur de la photographie : Carl E. Guthrie
- Montage : Arthur H. Nadel
- Musique : Heinz Roemheld, Hans J. Salter et Herman Stein (non crédités)
- Costumes : Jay A. Morley Jr.
- Production : Samuel Marx
- Genre : Western, Film d'aventure, Film historique
- Pays de production :  États-Unis
- Durée : 87 minutes (1 h 27)
- Dates de sortie :
  - États-Unis : 23 septembre 1955 (New York), 1er novembre 1955
  - France : 19 octobre 1956 (Paris)

## Distribution
- Jack Palance (VF : Bernard Noël) : El Tigre
- Barbara Rush : la princesse Lucia
- Rex Reason (VF : Michel Gudin) : le Duc de Montera
- Martha Hyer (VF : Joëlle Janin) : Felicia
- Leslie Bradley : le baron Vega
- Alan Reed (VF : Raymond Rognoni) : le sergent Diego
- Lawrence Dobkin le père Domingo
- Joseph Waring : Victor
- Pat Hogan : le chef Pahvant
- Karen Kadler : Shining Moon
- Steven Geray (VF : Henri Charrett) : le capitaine du navire Bellon